# 江川堀 (埼玉県)
江川堀（えがわほり）は、埼玉県加須市・久喜市を流れる水路である。

## 概要
埼玉県加須市船越（西側）と水深（東側）との境界の水深側より端を発し、加須はなさき公園の南側を沿うように東流し、やがて久喜市鷲宮区域内を東流し青毛新堀川と平面交差する。平面交差のために流水の多くは青毛新堀川へと流下するが、江川堀の水路はそのまま東へと進み、砂原1丁目・上内・鷲宮の境界付近にて青毛堀川へと至り、終点となる。なお、青毛新堀川より青毛堀川までの区間では一部を除き、平常時は水がない。流路の詳細については以下の流路節を参照されたい。
流域の多くの地域は水田などの農地であるため、江川堀は農業排水路として利用されているが、久喜市栄1丁目付近より都市排水路としての様相を呈してくる。流路のうち、久喜市側では土手沿いに桜が植樹されている。

## 流路
- 源流：埼玉県加須市船越（東側）と水深（西側）との境界付近
- 水深を加須はなさき公園の南縁に沿うように東へ流下する。
- 東北自動車道を東へ横断し、東流する。
- 平成国際大学の南縁に沿うように東へ流下する。加須市水深と久喜市中妻との境界付近に古い水門が設けられている。
- 久喜市鷲宮（北側）と中妻（南側）の境界を東へ流下する。この周辺に桜が植樹されている。
- 葛梅（西側）と栄1丁目（東側）の境界を南東へ流下する。
- 東武伊勢崎線鷲宮駅の南方にて、青毛新堀川と平面交差する。
- 東武伊勢崎線橋梁をくぐり、鷲宮中央1丁目を東流する。
- 砂原1丁目（北側）と上内（南側）の境界を東へ流下する。途中、久喜市立砂原小学校の南縁の校庭下を暗渠にて流下する。
- 砂原1丁目（西側）と鷲宮（東側）の境界にて青毛堀川と合流し、江川堀は終点となる。
- 終点：青毛堀川

## 橋梁
- （東北自動車道）
- さかえ橋
- 前沼橋
- 東武伊勢崎線橋梁
- 葛梅小橋
- 久喜市立砂原小学校下の暗渠